# Ida Ladstätter
Ida Ladstätter, née le 13 février 1965, est une ancienne skieuse alpine autrichienne, originaire de Sankt Jakob in Defereggen.

## Coupe du monde
- Meilleur résultat au classement général : 15e en 1990
  - 1 victoire : 1 slalom

### Saison par saison
- Coupe du monde 1982 :
  - Classement général : 61e
- Coupe du monde 1983 :
  - Classement général : 72e
- Coupe du monde 1985 :
  - Classement général : 58e
- Coupe du monde 1986 :
  - Classement général : 29e
- Coupe du monde 1987 :
  - Classement général : 26e
- Coupe du monde 1988 :
  - Classement général : 21e
    - 1 victoire en slalom : Leukerbad
- Coupe du monde 1989 :
  - Classement général : 42e
- Coupe du monde 1990 :
  - Classement général : 15e